# José Isaías da Silva
José Isaias da Silva (Oeiras, 24 de março de 1947) foi um engenheiro civil e político brasileiro, outrora deputado estadual pelo Piauí.

## Dados biográficos
Filho de Isaías Vieira da Silva e Francisca Antônia Pacheco. Engenheiro civil formado na Universidade Federal de Campina Grande, elegeu-se deputado estadual via PDC em 1990, sob o apelido de Zeca Diabo. Após a extinção de seu partido, concorreu a um novo mandato pelo PFL em 1994, ficando na quarta suplência. Porém, a vitória de parlamentares nas eleições municipais de 1996, garantiu sua efetivação.
Entre julho e outubro de 1997 foi secretário do Interior e Assuntos Municipais no primeiro governo Mão Santa, quando ingressou no PMDB, alcançando a segunda suplência de deputado estadual em 1998. Com a reeleição do governador no respectivo ano, exerceu o mandato sob convocação.
Irmão do deputado estadual Hélio Isaías da Silva.